# 湖南湘军足球俱乐部
湖南湘军足球俱乐部是位于湖南省长沙的一家中国职业足球俱乐部，在2004赛季前接替了重庆力帆在中国足球甲级联赛中的位置后获得中国足球协会的许可参加该联赛，但在经历了三个赛季后降级、解散。

## 历史
中国足球2004赛季开始前，重庆力帆兼并了云南红塔，接替了其在中国足球超级联赛的位置。湖南科力远新能源有限公司合并了两支现存的已经代表湖南省的业余球队益阳科力远和湖南五强虹道组建了一家新的俱乐部湖南湘军足球俱乐部，以200万元买下了重庆力帆在中国足球甲级联赛的注册资格从而接替了其位置。2004年1月15日，俱乐部首次在中国足球联赛亮相。他们招聘了中国前奥林匹克运动会金牌得主熊倪为主席，前中国国际足球运动员朱波为首任教练。以长沙能容纳55,000个座位的贺龙体育场为主场的该俱乐部也有国际运动员符宾和斯尔丹·巴伊切蒂奇，同时其青年队香雪制药参加2004–05年香港甲组足球联赛获取经验。虽然青年队取得了有限的成功，但成年队却没有表现得更好，在首个赛季苦苦挣扎，仅以第十名完赛。
第二个赛季对俱乐部来说极度艰难，米罗西·克利斯蒂奇入为主教练，但因拖欠的工资与老板发生了高度引人注目的纠纷。很快，俱乐部被发现因为球员工资单过高和租借贺龙体育场而陷入财政困难。俱乐部的主权曾短期转移到百龙公司及其集团总裁孙寅贵之手，但短暂过后湖南科力远再度接手俱乐部。与此同时李辉执教球队，几无成绩。他和他的球员们在2005年6月18日中国足协杯耻辱的1-5负于上海永大后达到了极限。李辉在决定离队前公开批评队员们缺乏责任。王涛被引进代替他。球队以令人失望的第十二名完赛，但留在了联赛。9月，科力远集团正式将球队转让给湖南山川速生丰产林工程有限公司，次年李柯嘉被引进为新的主教练，但不能阻止球队在新赛季的连败，乃至前中国国际球员郝海东被聘为董事长以帮助球队。这被证明是徒劳的，俱乐部以联赛垫底完赛，降入第三级别，随后解散。
此后，经湖南省体育局发起，湖南湘涛足球俱乐部建立，参加中国足球乙级联赛。湖南省体育局方面表示：“湘军已经死了，如果现在硬要说这支球队还是湘军，那么它也是新湘军”。不过仍有不少球迷坚持认为湖南湘军为湖南湘涛队事实上的前身，并与湖南湘涛队的历史一脉相承。

## 执教历史
- 朱波 2004年1月15日–2004年11月27日
- 谢育新 2004年12月21日–2005年2月1日
- 米罗西·克利斯蒂奇 2005年2月14日–2005年4月29日
- 李辉 2005年5月10日–2005年6月27日
- 符宾（代理） 2005年6月27日–30日
- 王涛 2005年6月30日–7月24日
- 徐正印 2005年8月1日–11月
- 米罗西·克利斯蒂奇 2005年11月24日–2006年5月1日
- 王仕海（代理） 2006年5月1日–7月11日
- 李柯嘉 2006年7月11日—10月28日

## 赛果
所有的俱乐部排名
| 年份 | 级别 | 比赛场数 | 胜 | 平 | 负 | 进球 | 失球 | 净胜球 | 积分 | 排名 | 足协杯 | 超级杯 | 亚洲足球联合会 | 上座 | 场馆                                   |
| ---- | ---- | -------- | -- | -- | -- | ---- | ---- | ------ | ---- | ---- | ------ | ------ | -------------- | ---- | -------------------------------------- |
| 2004 | 2    | 32       | 7  | 10 | 15 | 34   | 51   | −17    | 31   | 14   | R1     | DNQ    | DNQ            |      | 湘潭体育馆 贺龙体育场 湖南省人民体育场 |
| 2005 | 2    | 26       | 5  | 4  | 17 | 24   | 56   | −32    | 19   | 12   | R2     | DNQ    | DNQ            |      | 贺龙体育场 浏阳市体育运动中心          |
| 2006 | 2    | 24       | 2  | 9  | 13 | 16   | 33   | −17    | 15   | 13   | R1     | DNQ    | DNQ            |      | 贺龙体育场                             |